# Cağacıq
Cağacıq (hay còn gọi là Cağacuq) là một ngôi làng đô thị thuộc vùng Quba của Azerbaijan. Có dân số là 395 người.